# Michael Cefola
Michael Cefola (* 1909 in Barile (Italien); † 12. Februar 1983 in Hawthorne (New York)) war ein italienischstämmiger, US-amerikanischer Chemiker.
Michael Cefola kam 1918 in die Vereinigten Staaten. Er studierte am City College of New York, den Doktorgrad in Chemie erhielt er an der New York University bei Anton Alexander Benedetti-Pichler mit der Arbeit Technique for working with microgram samples.
Glenn T. Seaborg, Leiter des Manhattan-Projektes, forderte ihn auf, sich dem Projektteam in Chicago anzuschließen. Cefola gelang es dort 1942 zusammen mit zwei Kollegen die ersten sichtbaren und wägbaren Mengen reinen Plutoniums, ca. 4 µg, herzustellen. Anschließend forschte er im Strahlungslabor des Massachusetts Institute of Technology. 1950 ging er an die Fordham University und lehrte dort bis zu seiner Emeritierung 1975 analytische Chemie und Radiochemie.